# Danieli
Danieli (італійська вимова: [danˈjɛːli]) — італійська міжнародна промислова компанія, входить до трійки найбільших постачальників обладнання й установок для металообробної промисловості в світі. Компанія має вісім заводів в Італії, Німеччині, Австрії, Швеції, Таїланді, Китаї, Індії та Росії.
Міністерство оборони України звинуватило італійську компанію у співпраці з РФ: вона допомагає виробляти підводні човни і танки, постачаючи обладнання для виробництва атомних підводних човнів і танкової броні.